# Einreißer

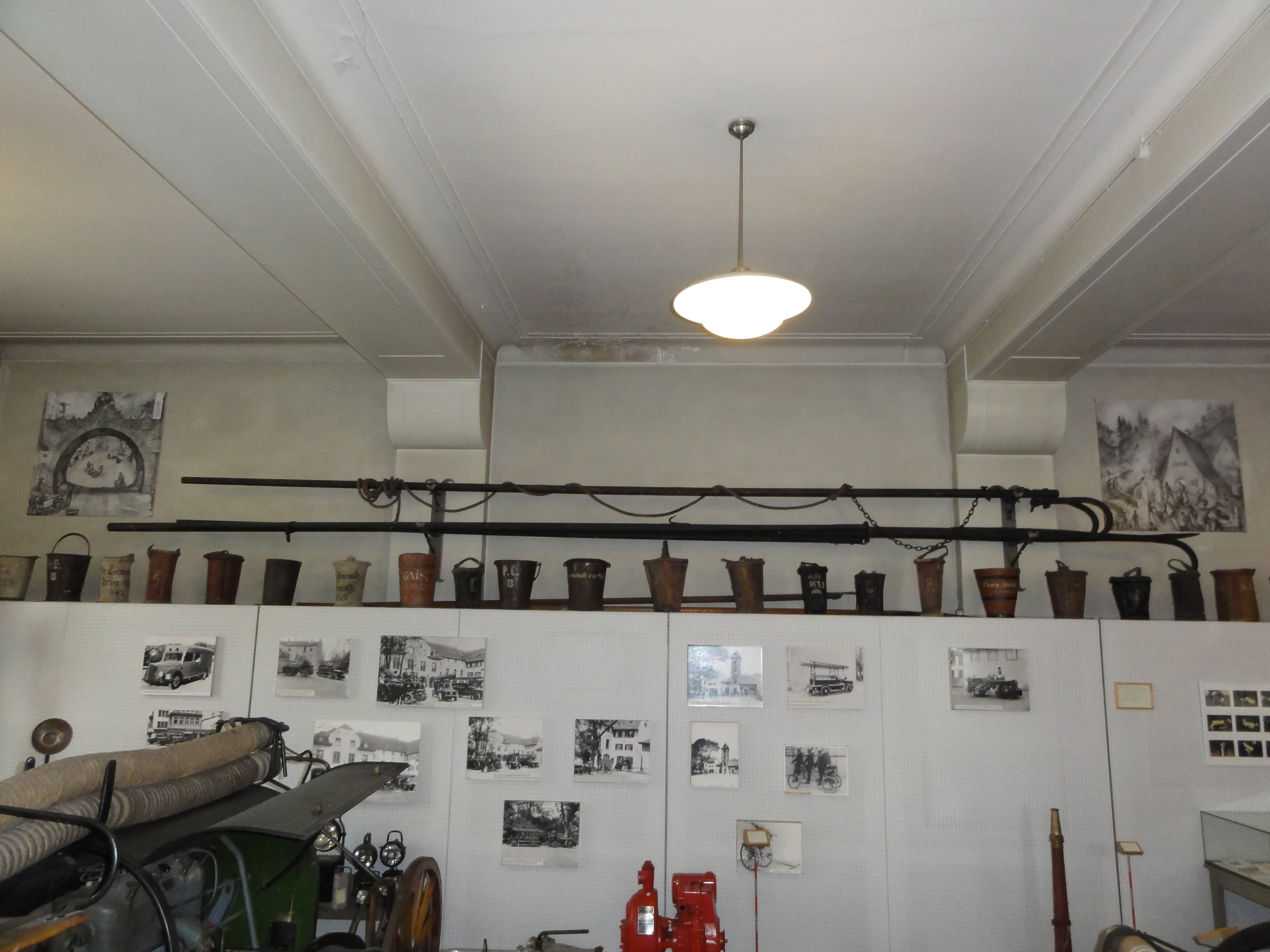
Historische Feuerwehrausrüstung im Feuerwehrmuseum Basel-Stadt – Ledereimer, Doppel-Einreisshaken, Feuerhaken

Einreißer (auch Hakenkorps) ist eine historische Bezeichnung für Mitglieder von Feuerwehren. Die Aufgabe der Einreißer war es vom Boden aus in der ersten Phase der Brandbekämpfung als Vorhut der Schlauchleger, den Brandherd ausfindig zu machen, einzugrenzen und den Weg für die Spritzenmannschaft freizulegen. Hierzu waren die Einreißer mit schweren, bis zu fünf Meter langen Einreißhaken ausgerüstet, mit denen brennendes Material weggerissen werden konnte.
Teilweise wurden die Einreißer als Teil des Steigercorps verstanden, teilweise der übrigen Löschmannschaft zugeordnet.